# 올림푸스 PEN E-PL5
PEN E-PL5(영어: Olympus PEN E-PL5)은 2012년 10월 출시된 올림푸스의 미러리스 렌즈 교환식 카메라이다. 올림푸스 PEN E-PL3의 후계기이며, 원래 E-PL4라는 이름으로 출시돼야 했으나, 이미 E-PL4라는 이름의 기종이 일본 내수용으로 따로 출시된 바 있어 이를 구분하기 위해 E-PL5라는 이름으로 출시되었다. 올림푸스 OM-D E-M5의 출시에 맞추어 업그레이드된 새로운 1,605만 화소 CMOS를 탑재하였으며, 연사 성능의 개선, 알루미늄 재질 사용, 틸트 + 플립 터치 LCD를 탑재하였다.

## 갤러리

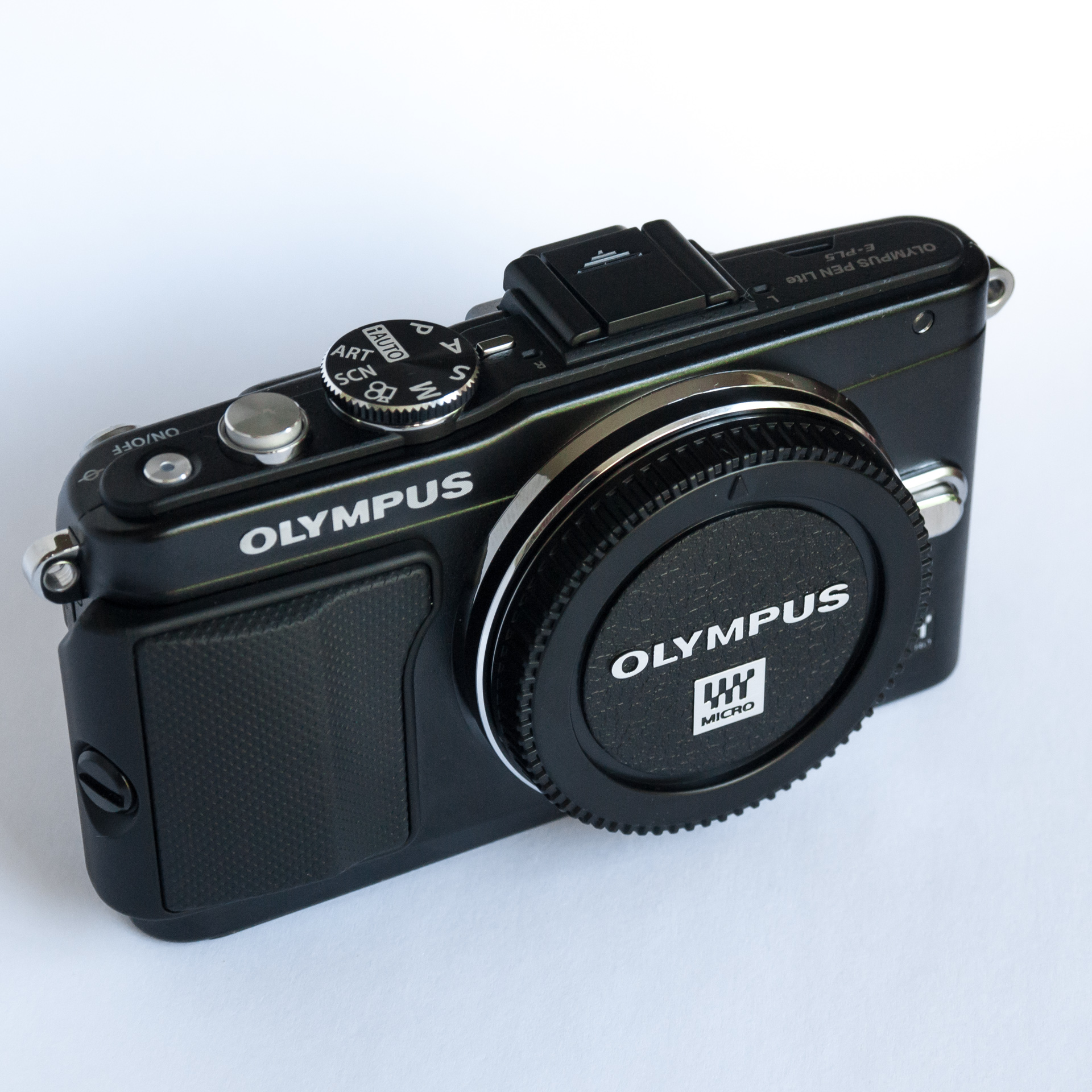
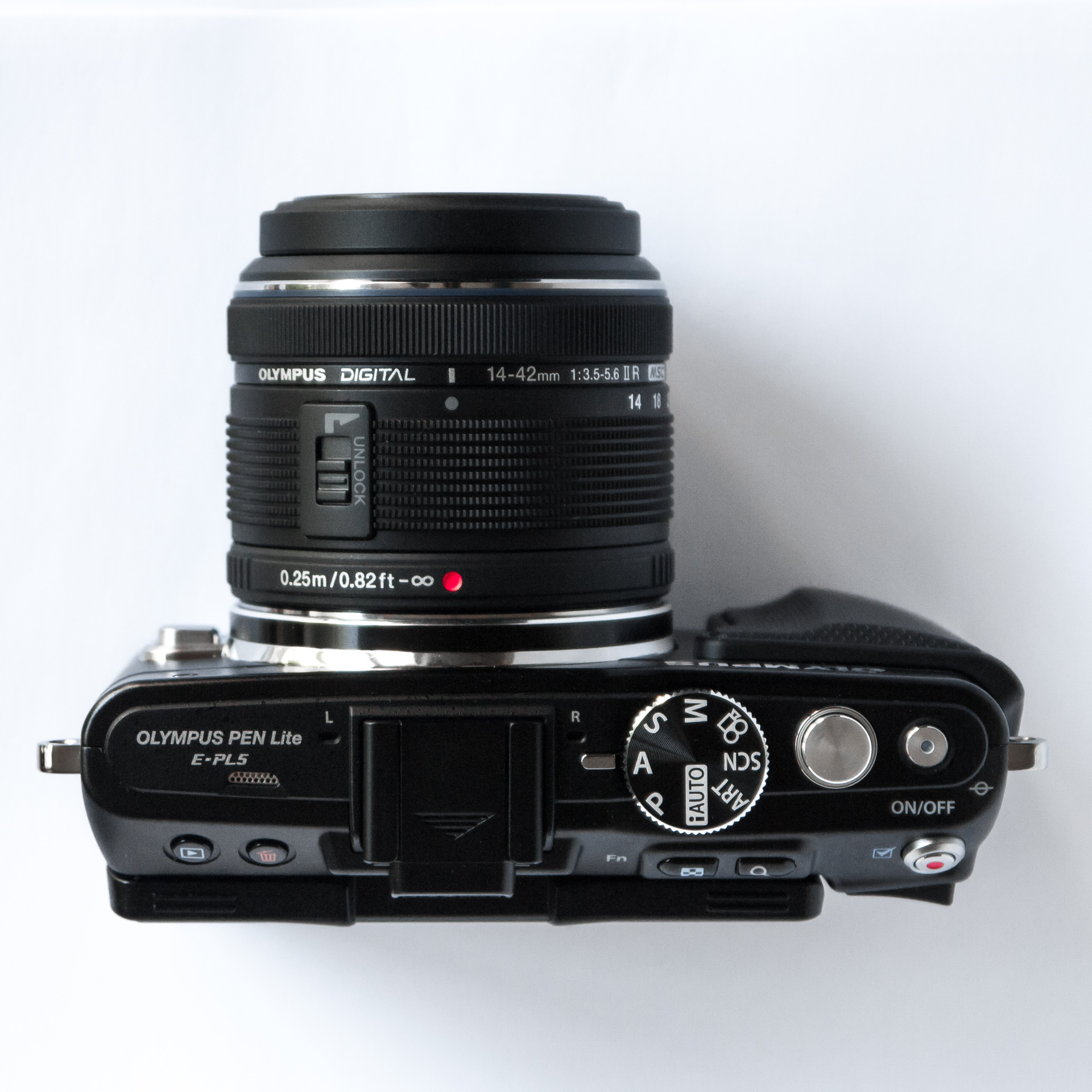
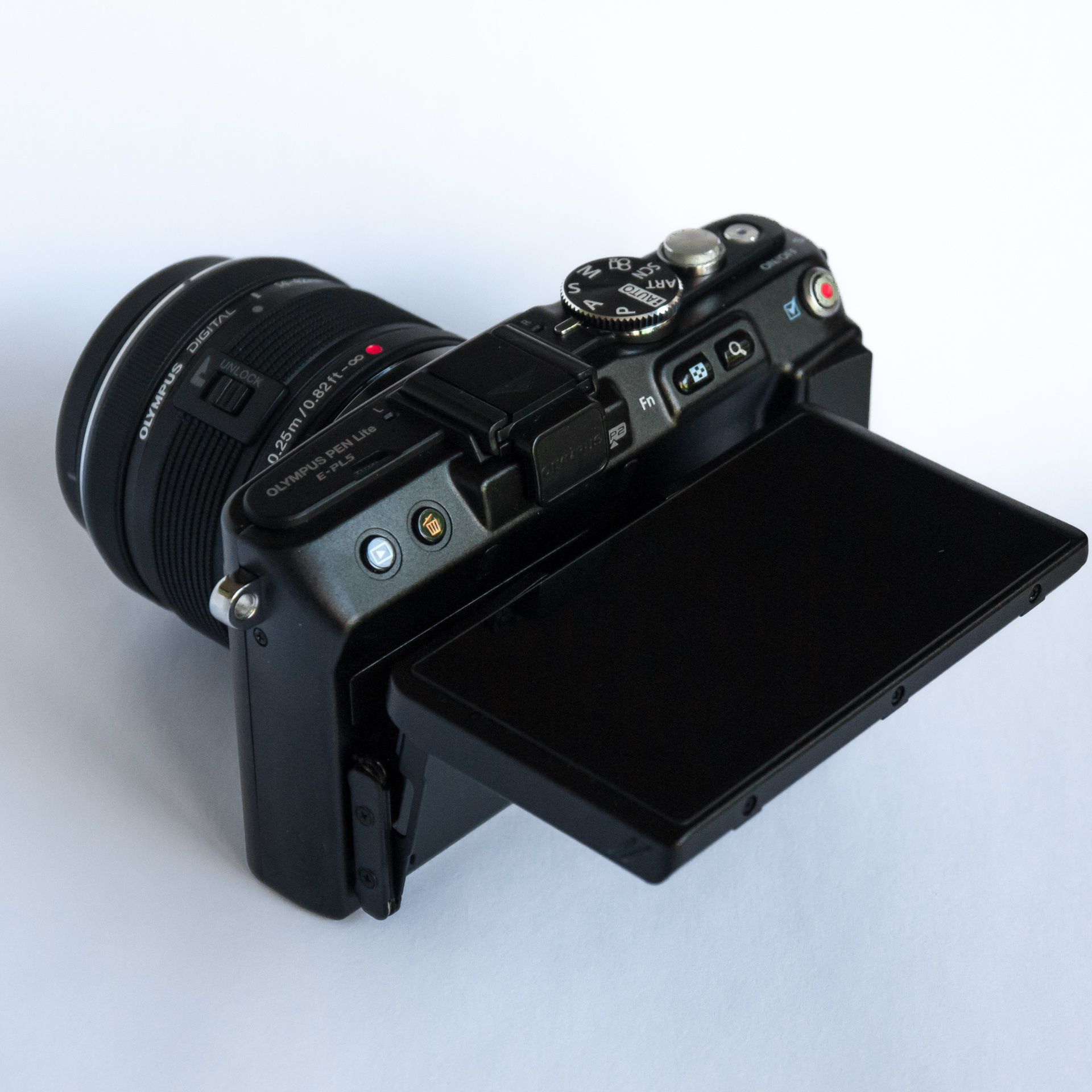
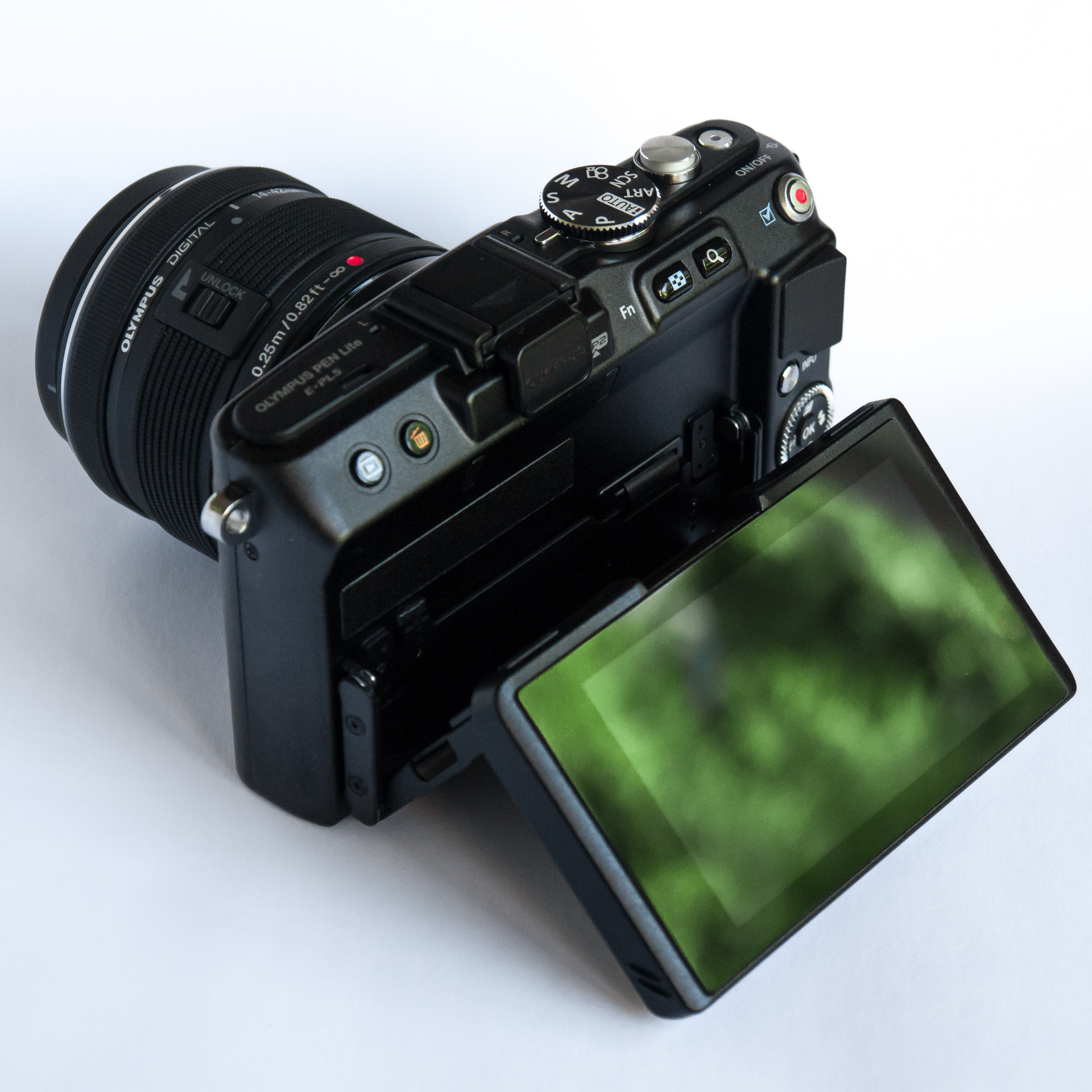
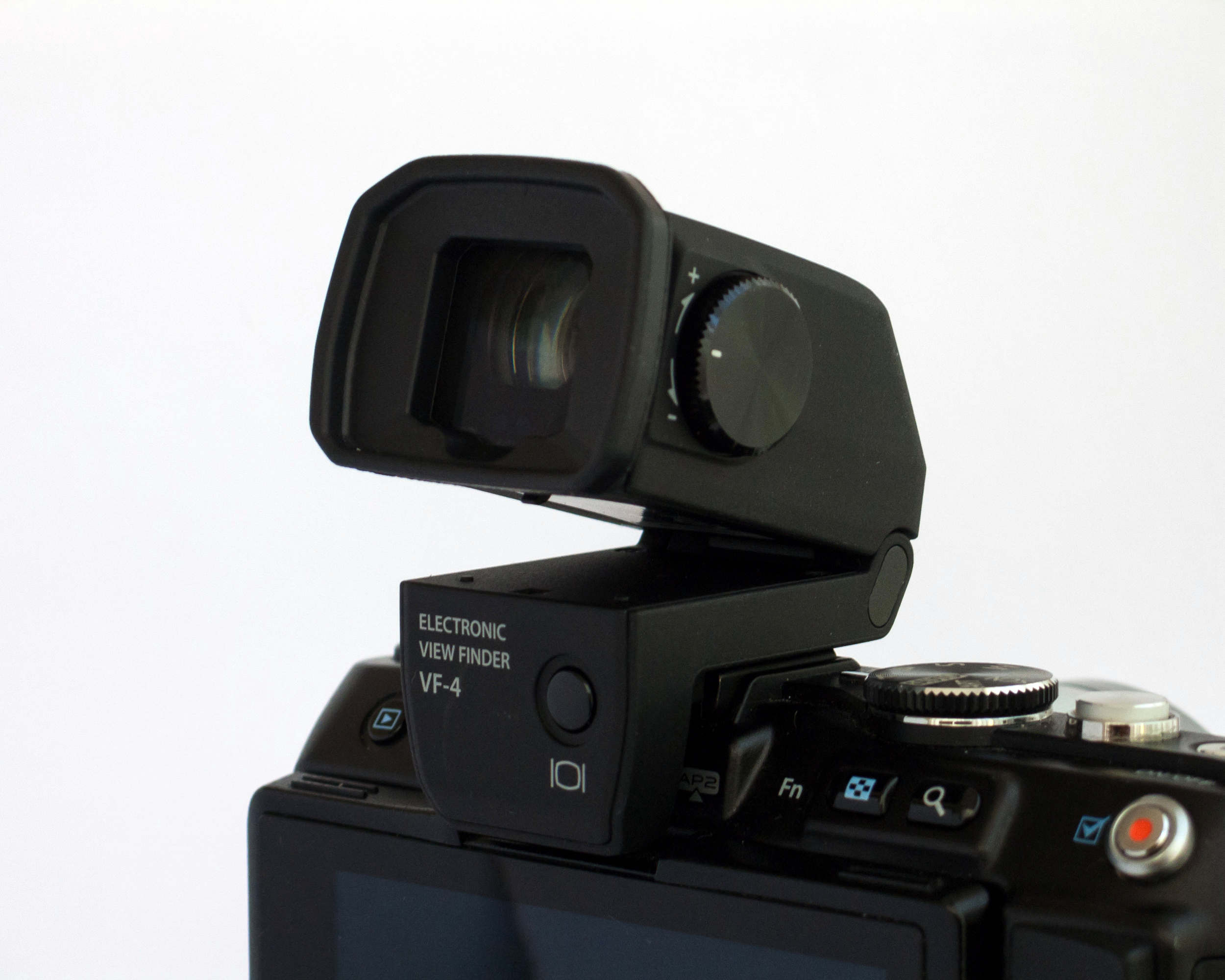

## 같이 보기
- 마이크로 포서즈 시스템
- 미러리스 카메라